# Seny Dieng
Seny Timothy Dieng (Zurique, 23 de novembro de 1994) é um futebolista suíço-senegalês que atua como goleiro. Atualmente, joga pelo Middlesbrough.

## Carreira
Revelado pelo Red Star Zürich, assinou com o Grasshopper em 2011 para jogar no time reserva, sendo posteriormente emprestado ao Grenchen um ano depois Assinou seu primeiro contrato profissional com o Grasshopper em agosto de 2014, porém não jogou nenhuma partida pela equipe principal.
Em 2016, foi contratado pelo Duisburg numa transferência sem custos. Sua passagem pelas Zebras resumiu-se também à equipe B, onde atuou 2 vezes antes de se mudar para o AFC Fylde (equipe semiprofissional da Inglaterra), pelo qual também disputou 2 jogos. No mesmo ano assinou com o Queens Park Rangers, que o emprestou para 4 equipes inglesas (Whitehawk, Hampton & Richmond Borough, Stevenage e Doncaster Rovers ) e também para o  Dundee FC (Escócia). Foi pelo Whitehawk que o goleiro marcou seu primeiro gol na carreira, quando a equipe foi derrotada por 2 a 1 pelo Chippenham Town, em jogo válido pela National League South.
De volta ao QPR, Seny Dieng fez sua estreia pelo clube em setembro de 2020, no empate por 1 a 1 com o Middlesbrough, pela EFL Champioship.

## Carreira internacional
Em maio de 2014, o goleiro foi convocado pela primeira vez para a Seleção Senegalesa para um amistoso contra a Colômbia, mas não saiu do banco de reservas no empate por 2 a 2.
Seu primeiro jogo pelos Leões da Teranga foi em março de 2021, pelas eliminatórias da Copa das Nações Africanas, contra Essuatíni. Na competição sediada em Camarões, foi titular nas partidas contra Guiné e Zimbábue, após Édouard Mendy testar positivo para a COVID-19. Com o titular já recuperado e de volta ao gol senegalês a partir do jogo contra o Malaui, acompanhou o restante da Copa no banco de reservas até a decisão contra o Egito, que terminou com vitória do Senegal nos pênaltis por 4 a 2

## Títulos
Seleção Senegalesa
- Copa das Nações Africanas: 2021[13]